# Biserica de lemn din Mogoș-Miclești

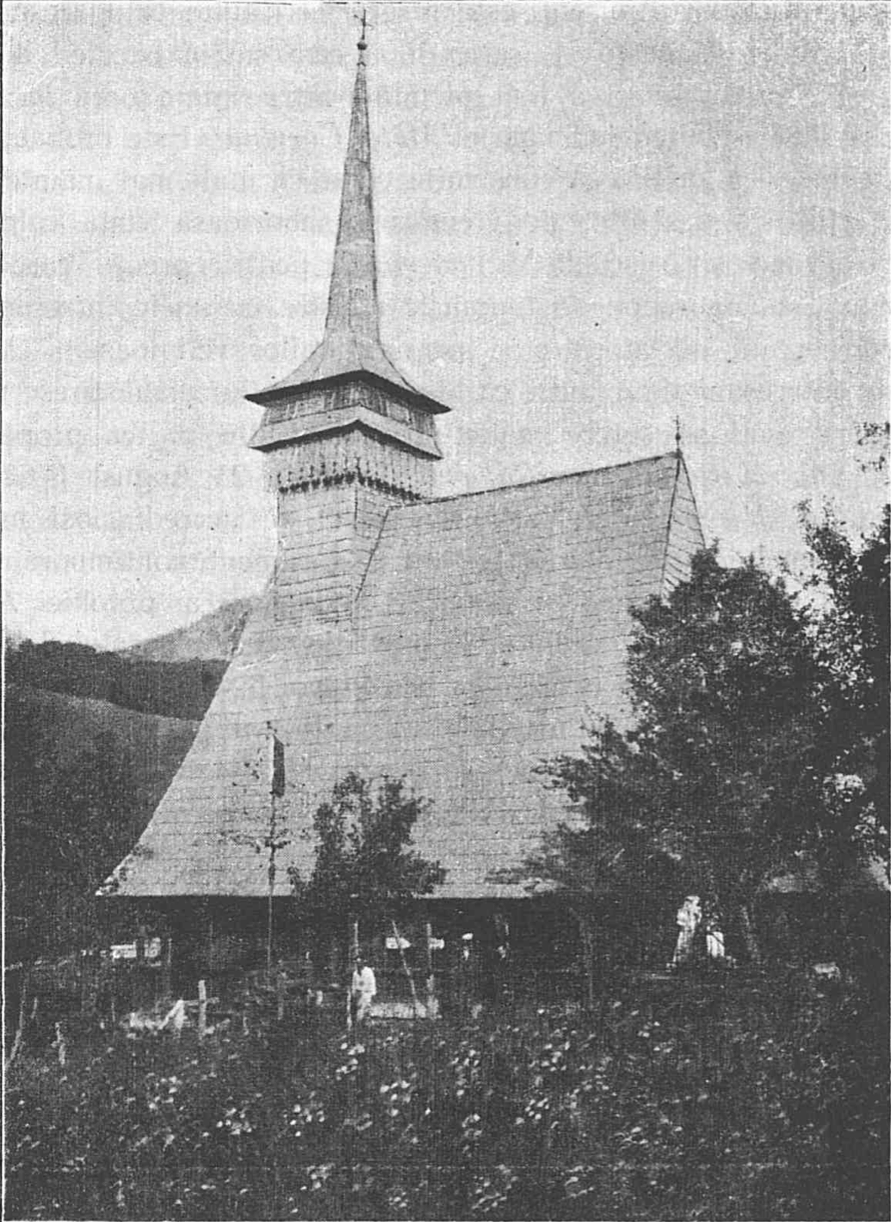
Biserica de lemn din Mogoș-Miclești. Foto: 1928.

Biserica de lemn din Mogoș-Miclești s-a aflat în cătunul Miclești din localitatea Mogoș din județul Alba și fusese ridicată în anul 1731. Biserica a fost un monument istoric de seamă, cu putere de evocare a răscoalei de la 1784 și a revoluției de la 1848. În ea se păstra crucea pe care răsculații o purtau în loc de steag în 1784. Ea a funcționat ca biserică parohială până la înlocuirea ei cu una nouă de zid. Deși declarată monument istoric în 1955, a fost lăsată să cadă în ruină și a dispărut cândva după 1961.

## Documentare
Biserica de lemn ortodoxă a fost surprinsă în câteva, puține, imagini de epocă. O descriere după imagini și date din teren a fost făcută de cercetătoarea Ioana Cristache-Panait.

## Istoric
La începutul secolului trecut, Ioan Rusu Abrudeanu nota despre acest lăcaș că era: „cea mai veche biserică de lemn azi în ființă din Munții Apuseni. A fost edificată în anul 1711.” Istoricul Ștefan Meteș o data din anul 1731, după un raport al lui Ioan Lupaș. Datarea bisericii la 6 august 1731 a fost confirmată și de preotul Romulus Todea, care a organizat sărbătorirea bicentarului bisericii. Biserica fusese pictată de Oprea zugravul la 1732 sau 1742.